# Circondario di Rostock
Il circondario di Rostock (in tedesco: Landkreis Rostock) è un circondario del Land tedesco del Meclemburgo-Pomerania Anteriore.

## Storia
Il circondario fu creato il 4 settembre 2011 dalla fusione dei precedenti circondari di Bad Doberan e di Güstrow.

## Comuni
(Abitanti il 31 dicembre 2022)

Gliederung des Landkreises Rostock

Comuni non appartenenti ad alcuna comunità amministrativa
1. Bad Doberan, città (12 954)
2. Dummerstorf (7 624)
3. Graal-Müritz (4 183)
4. Güstrow, città (29 556)
5. Kröpelin, città (4 829)
6. Kühlungsborn, città (8 037)
7. Neubukow, città (4 037)
8. Sanitz (6 564)
9. Satow (6 079)
10. Teterow, città (8 434)

Comunità amministrative e loro comuni

* Sede della comunità
- 1. Amt Bad Doberan-Land (12 377)
[Sede: Bad Doberan]

1. Admannshagen-Bargeshagen (2 874)
2. Bartenshagen-Parkentin (1 354)
3. Börgerende-Rethwisch (1 721)
4. Hohenfelde (795)
5. Nienhagen (2 188)
6. Reddelich (1 009)
7. Retschow (959)
8. Steffenshagen (578)
9. Wittenbeck (899)

- 2. Amt Bützow-Land (16 648)

1. Baumgarten (791)
2. Bernitt (1 619)
3. Bützow, città (8 181)
4. Dreetz (189)
5. Jürgenshagen (1 151)
6. Klein Belitz (845)
7. Penzin (138)
8. Rühn (628)
9. Steinhagen (650)
10. Tarnow (1 106)
11. Warnow (898)
12. Zepelin (452)

- 3. Amt Carbäk (7 948)

1. Broderstorf * (3 801)
2. Poppendorf (720)
3. Roggentin (2 734)
4. Thulendorf (693)

- 4. Amt Gnoien (5 793)

1. Altkalen (765)
2. Behren-Lübchin (956)
3. Finkenthal (316)
4. Gnoien, città (2 838)
5. Walkendorf (918)

- 5. Amt Güstrow-Land (9 738)
[Sitz: Güstrow]

1. Glasewitz (423)
2. Groß Schwiesow (308)
3. Gülzow-Prüzen (1 608)
4. Gutow (1 011)
5. Klein Upahl (231)
6. Kuhs (305)
7. Lohmen (797)
8. Lüssow (986)
9. Mistorf (630)
10. Mühl Rosin (1 113)
11. Plaaz (754)
12. Reimershagen (394)
13. Sarmstorf (495)
14. Zehna (683)

- 6. Amt Krakow am See (8 788)

1. Dobbin-Linstow (509)
2. Hoppenrade (643)
3. Krakow am See, città (3 442)
4. Kuchelmiß (652)
5. Lalendorf (3 542)

- 7. Amt Laage (9 089)

1. Dolgen am See (664)
2. Hohen Sprenz (563)
3. Laage, città (6 549)
4. Wardow (1 313)

- 8. Amt Mecklenburgische Schweiz (8 165) [Sitz: Teterow]

1. Alt Sührkow (385)
2. Dahmen (453)
3. Dalkendorf (244)
4. Groß Roge (594)
5. Groß Wokern (1 011)
6. Groß Wüstenfelde (780)
7. Hohen Demzin (362)
8. Jördenstorf (1 084)
9. Lelkendorf (425)
10. Prebberede (763)
11. Schorssow (450)
12. Schwasdorf (431)
13. Sukow-Levitzow (500)
14. Thürkow (373)
15. Warnkenhagen (310)

- 9. Amt Neubukow-Salzhaff (6 849)
[Sitz: Neubukow]

1. Alt Bukow (508)
2. Am Salzhaff (519)
3. Bastorf (1 083)
4. Biendorf (1 249)
5. Carinerland (1 298)
6. Rerik, città (2 192)

- 10. Amt Rostocker Heide (10 639)

1. Bentwisch (3 542)
2. Blankenhagen (1 101)
3. Gelbensande * (1 859)
4. Mönchhagen (1 280)
5. Rövershagen (2 857)

- 11. Amt Schwaan (8 064)

1. Benitz (418)
2. Bröbberow (684)
3. Kassow (345)
4. Rukieten (364)
5. Schwaan, città (5 070)
6. Vorbeck (381)
7. Wiendorf (802)

- 12. Amt Tessin (6 975)

1. Cammin (805)
2. Gnewitz (257)
3. Grammow (154)
4. Nustrow (172)
5. Selpin (493)
6. Stubbendorf (162)
7. Tessin, città * (4 012)
8. Thelkow (466)
9. Zarnewanz (454)

- 13. Amt Warnow-West (17 437)

1. Elmenhorst/Lichtenhagen (4 243)
2. Kritzmow * (3 927)
3. Lambrechtshagen (2 961)
4. Papendorf (2 525)
5. Pölchow (943)
6. Stäbelow (1 408)
7. Ziesendorf (1 430)